# 주간 소년 챔피언
《주간 소년 챔피언》(しゅうかんしょうねんチャンピオン 슈칸 쇼넨 찬피온[*])은 아키타 쇼텐이 발행하는 일본의 소년 만화 잡지이다. 1969년 7월 15일에 창간되었다. 매주 목요일에 발행된다. 별책은 《월간 소년 챔피언》(月刊少年チャンピオン)이다.

## 발행 정보
과거 광고 작품의 변천의 영향으로 다른 주간 소년 만화 잡지에 비해 자유로운 작풍이면서 건달 내지는 악동의 회심과 개심이 강한 만화가 많이 게재되고 있다고 형용된다.
챔피언 독자 자체의 절대 수가 다른 주간 소년 만화 잡지에 떨어지는 것으로부터, 잡지에서의 상대적인 화제작이 그대로 절대적인 매출에 반영하기 어려운 것이 현실이다.
서점에서 단행본의 입하량도 다른 주간 소년 잡지의 작품에 비해 적게 되고 있다.
신인 작가를 위한 증간 호가 발행되어 있지 않지만, 그 대신 독절(讀切)이나 단기 집중 연재가 많고, 거의 매주 따라서 프레임이 확보되어 있다. 그 작품은 독자로부터 호평 판단되면 비교적 초기에 매호 연재가 시작된다.
인기에 의해 중단도 타시 마찬가지로 존재한다. 중단된 작품에서도 매우 인기가 적다고 판단된 경우 소년 챔피언 코믹스가 발간되지 않거나, 단행본 매출이 매우 나쁜 것으로 판단된 경우 최종 권까지 발간되지 않을 때도 있다.

## 연재작 목록
연재순. 1995년 이후 연재되었거나 2021년 4월 현재까지 연재가 진행 중인 주요 연재 작품.
| 작품 타이틀                                                                 | 만화 작가                              | 연재 시작     | 연재 종료  | 주요 변동 사항 |
| --------------------------------------------------------------------------- | -------------------------------------- | ------------- | ---------- | -------------- |
| 세인트 세이야 NEXT DIMENSION 명왕 신화 (聖闘士星矢 NEXT DIMENSION 冥王神話) | 쿠루마다 마사미                        | 2006년36·37호 | 연재 중    | 부정기연재     |
| 겁쟁이 페달 (弱虫ペダル)                                                    | 와타나베 와타루                        | 2008년12호    | 연재 중    |                |
| 목요일의 플루트 (木曜日のフルット)                                          | 이시구로 마사카즈                      | 2009년06호    | 연재 중    |                |
| 매번! 우라야스 철근 가족 (毎度!浦安鉄筋家族)                                | 하마오 가켄지                          | 2010년49호    | 2018년14호 |                |
| 도카벤 드림 토너먼트편 (ドカベン ドリームトーナメント編)                    | 미즈시마 신지                          | 2012년18호    | 2018년31호 |                |
| 사실 나는 (実は私は)                                                        | 마스다 에이지                          | 2013년09호    | 2017년12호 |                |
| 사메지마, 마지막 보름 (鮫島、最後の十五日)                                  | 사토 타카히로                          | 2014년50호    | 2018년33호 |                |
| 흡혈귀는 툭하면 죽는다 (吸血鬼すぐ死ぬ)                                     | 본노키 이타루                          | 2015년30호    | 연재 중    |                |
| 로쿠도의 악녀들 (六道の悪女たち)                                            | 나카무라 유지                          | 2016년30호    | 연재 중    |                |
| 모여라! 불가사의 연구부 (あつまれ!ふしぎ研究部)                             | 안베 마사히로                          | 2016년44호    | 연재 중    |                |
| 악마에 입문했습니다! 이루마 군 (魔入りました!入間くん)                      | 니시 오사무                            | 2017년14호    | 연재 중    |                |
| 핫파! 우라야스 철근 가족 (あっぱれ!浦安鉄筋家族)                            | 하마오 카켄지                          | 2018년16호    | 연재 중    |                |
| WORST 외전 구리코 (WORST外伝 グリコ)                                        | 다카하시 히로시(원작)스츠키 류타(원화) | 2019년07호    | 연재 중    |                |
| 마계의 주역은 우리다! (魔界の主役は我々だ!)                                 | 츠다누마 아츠시                        | 2020년06호    | 연재 중    |                |
| 메이카 씨는 억누르지 못해 (メイカさんは押し殺せない)                        | 사토 쇼키                              | 2020년08호    | 연재 중    |                |
| 양아치 여고생 쿠즈하나 짱 (ヤンキーJKクズハナちゃん)                        | 소가베토 시노리                        | 2020년16호    | 연재 중    |                |
| 도원암귀 (桃源暗鬼)                                                         | 우루시바라 유라                        | 2020년28호    | 연재 중    |                |
| 거짓말쟁이 안드로이드 (うそつきアンドロイド)                                | 아토오 리에                            | 2020년43호    | 연재 중    |                |
| 쿠로바네 백서 (黒羽白書)                                                    | 우치다 코헤이                          | 2021년13호    | 연재 중    |                |
| 다른 세계 셰프와 최강 폭식 공주 (異世界シェフと最強暴食姫)                  | 아즈마 타케시                          | 2021년18호    | 연재 중    |                |

## 관련 잡지
| 쇼가쿠칸 (소학관) - 주간 소년 선데이 - 월간 소년 선데이 - 소년 선데이 수퍼 - 월간 코로코로 코믹 - 별책 코로코로 코믹 | 코우단샤 (강담사) - 주간 소년 매거진 - 월간 소년 매거진 - 매거진 SPECIAL - 별책 소년 매거진 - 월간 소년 시리우스 |